# طارمی (معماری)

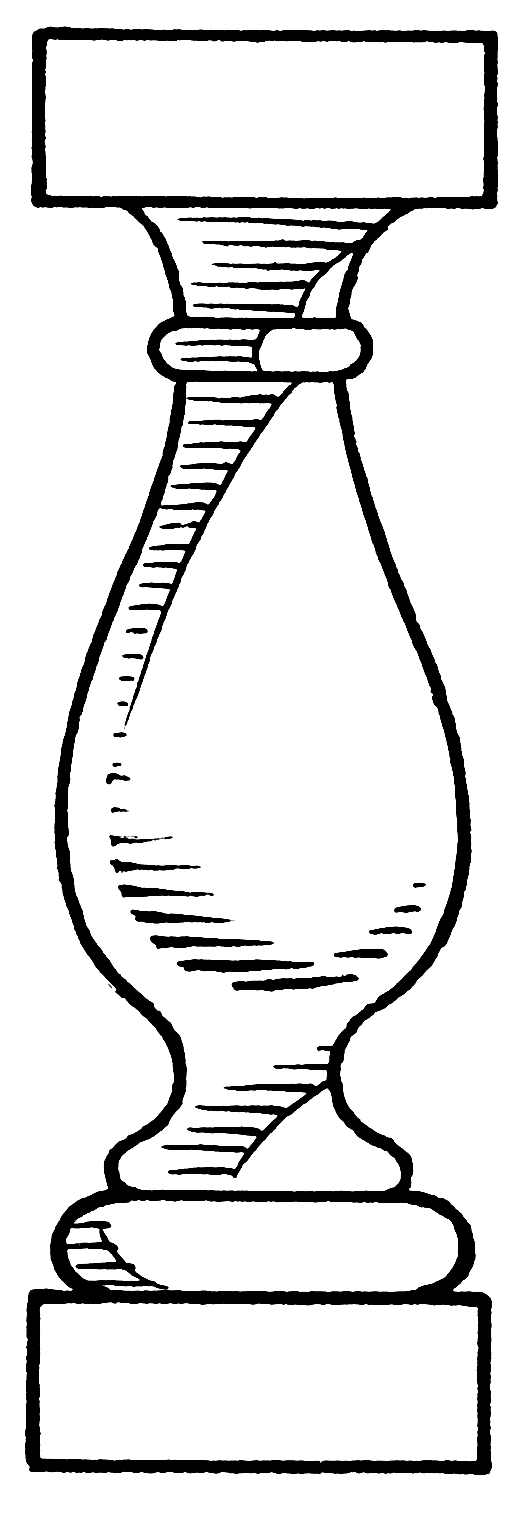
طارمی

طارَمی (عربی: درابزين، لاتین: Baluster) یا تارُمی یا داروزین یا نرده یک عنصر معماری به شکل ستونی نسبتاً کوتاه است که جلوی ایوان، باغچه، یا در کنارهٔ پلکان چیده می‌شود تا به عنوان چینه‌ای از ورود یا سقوط کردن افراد جلوگیری کند یا به عنوان تکیه‌گاهی برای هندریل به کار برود. طارمی می‌تواند ساده یا تراش‌خورده باشد، جنس آن می‌تواند سنگ، چوب، شیشه، یا فلز باشد، و مقطع آن معمولاً مربع یا دایره شکل است. مواد متداول مورد استفاده در ساخت و ساز آن عبارتند از چوب، سنگ و کمتر از فلز و سرامیک.

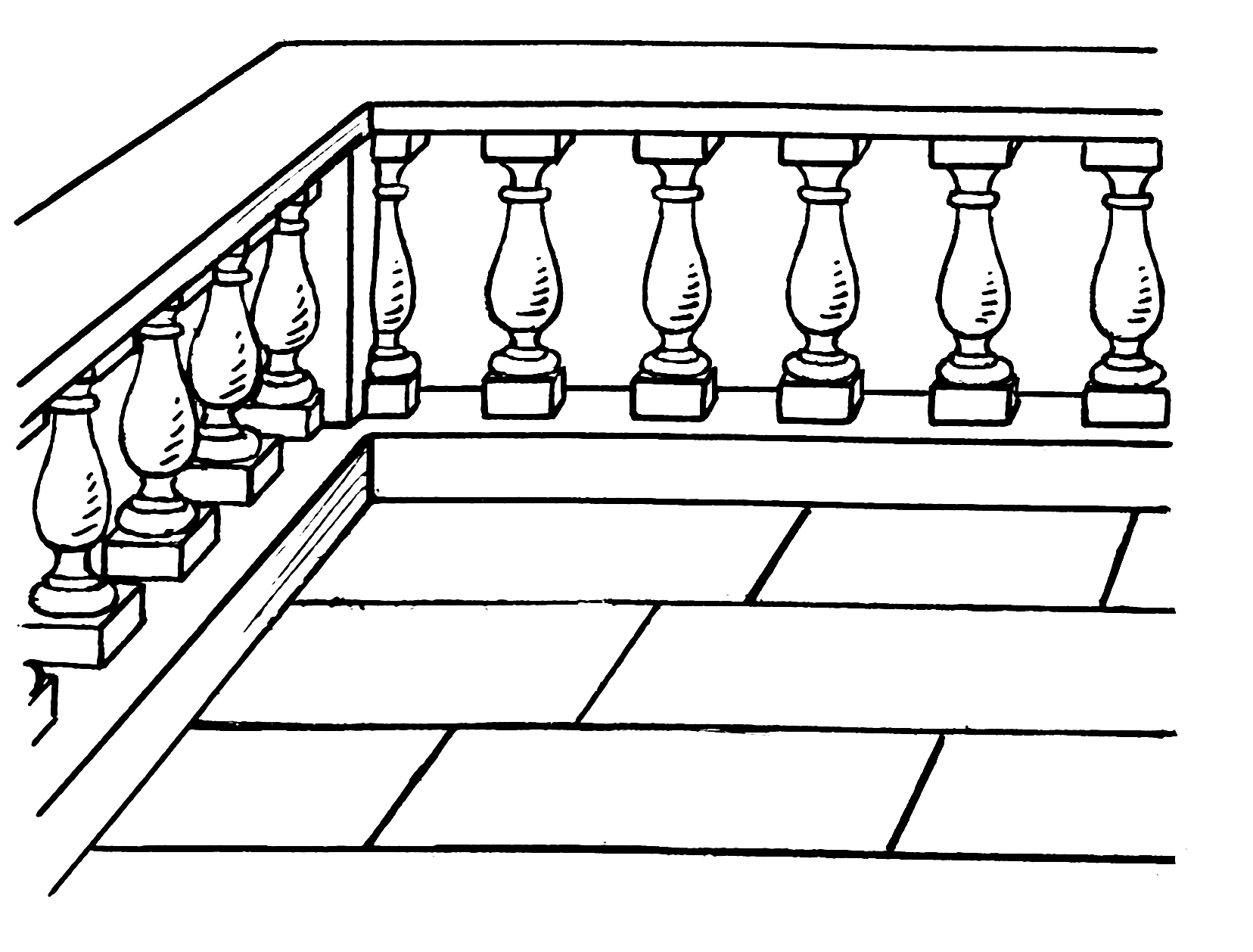
یک تارم

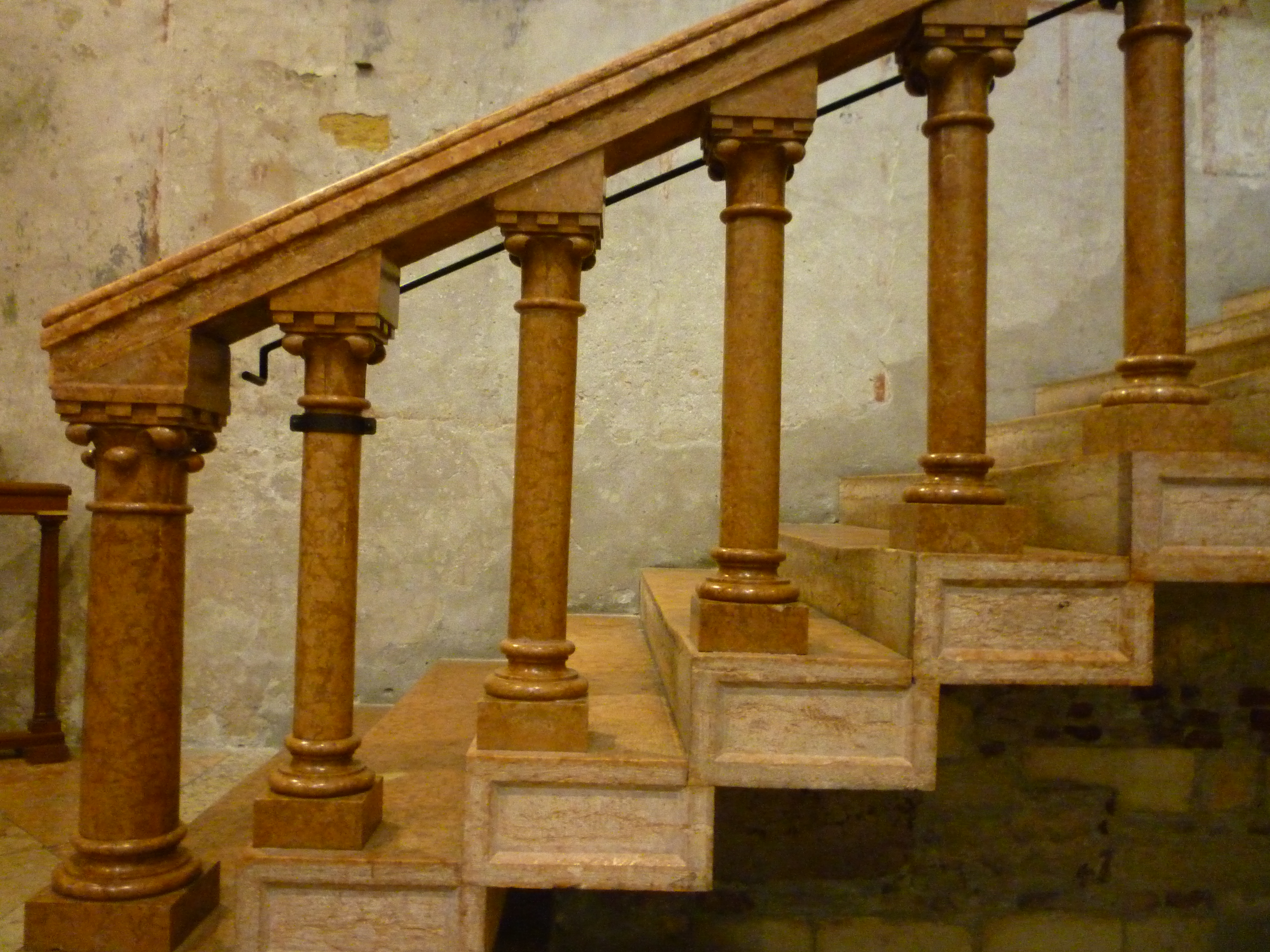
طارمی‌های سنگی در کلیسای سن زنو در ورونا

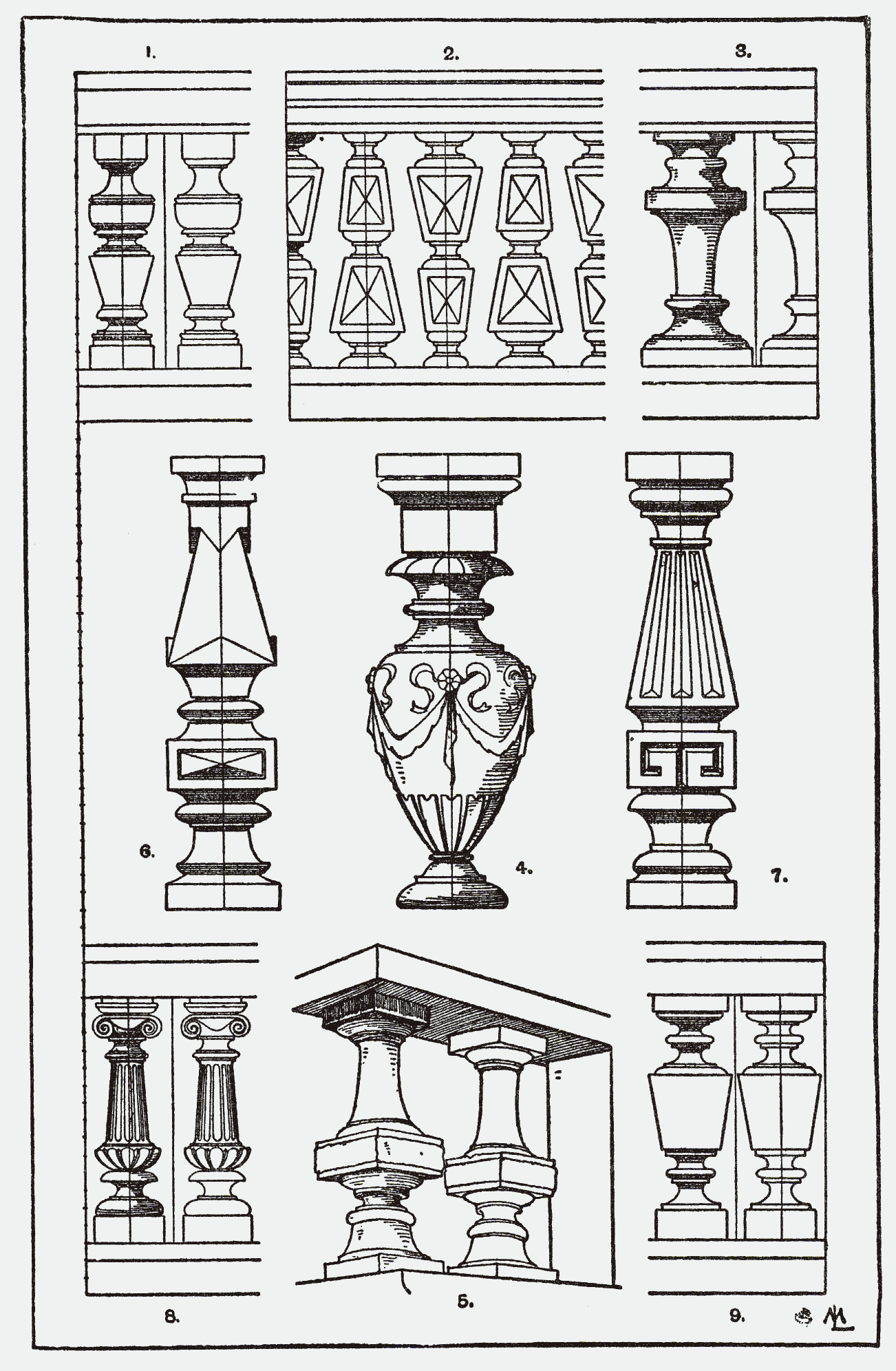
صفحه‌ای در مورد طارمی‌های تزئین شده از کتابی نوشته فرانس مایر

به محجر یا دیوار مانندی که از چیده شدن طارمی‌ها شکل می‌گیرد تارم گفته می‌شود.

## تاریخچه
اولین نمونه‌های طارمی نمونه‌هایی هستند که در نقش برجسته‌های کاخ‌های آشوری نشان داده شده‌اند، جایی که آنها به عنوان نرده‌های پنجره‌ای کاربردی به کار می‌رفتند و ظاهراً سرستون‌های یونی داشتند. به نظر نمی‌رسد که نرده برای یونانی‌ها و رومی‌ها به‌عنوان یک عنصر معماری شناخته شده باشد، اما اشکال نرده‌ای در پایه‌های صندلی‌ها و میزهایی که در نقش برجسته‌های رومی نشان داده شده‌اند، آشنا هستند، جایی که پایه‌های اصلی یا مدل‌هایی برای ریخته‌گری وجود دارد. برنزها بر روی ماشین تراش یا در شمعدان مرمری عتیقه شکل می‌گرفتند که به صورت مجموعه‌ای از عناصر پیازی و دیسکی شکل روی هم قرار گرفته بودند که هر دو نوع منابع آشنا برای طراحان کواتروسنتو هستند. طارمی یکی از ویژگی‌های معماری اولیه رنسانس بود، نمونه‌های اواخر قرن پانزدهم در بالکن‌های کاخ‌ها در ونیز و ورونا یافت می‌شود.